# Charles Henry Bentinck
Charles Henry Bentinck (23 de abril de 1879-26 de marzo de 1955) fue un diplomático británico.

## Biografía
Bentinck fue hijo de Henry William Bentinck y de Henrietta Eliza Cathcart McKerrall Adolphus Frederick Charles. Charles Henry Bentinck se casó con Lucy Victoria Buxton.
Estudió en el Trinity College, Universidad de Cambridge, y el College de Wycliffe, Universidad de Oxford.
Se unió al Servicio Exterior en 1904. 
Fue nombrado caballero de la Orden de San Miguel y San Jorge y posteriormente caballero comendador de la misma en 1937. De 1925 a 1928 fue enviado extraordinario y ministro en Addis Abeba, Etiopía. De 1929 a 1933 fue enviado extraordinario y ministro Plenipotenciario en el Perú y Ecuador. En 1933 fue enviado extraordinario y ministro plenipotenciario en Bulgaria. En 1936 fue enviado extraordinario y ministro plenipotenciario ante Checoslovaquia. De 1937 a 1940 fue Embajador en Santiago de Chile.
En 1941 fue ordenado sacerdote y actuó como vicario de 1941 a 1946 en la ciudad de West Farleigh, Kent, Inglaterra. En 1946 fue capellán de la embajada en Bruselas.